# Retsina

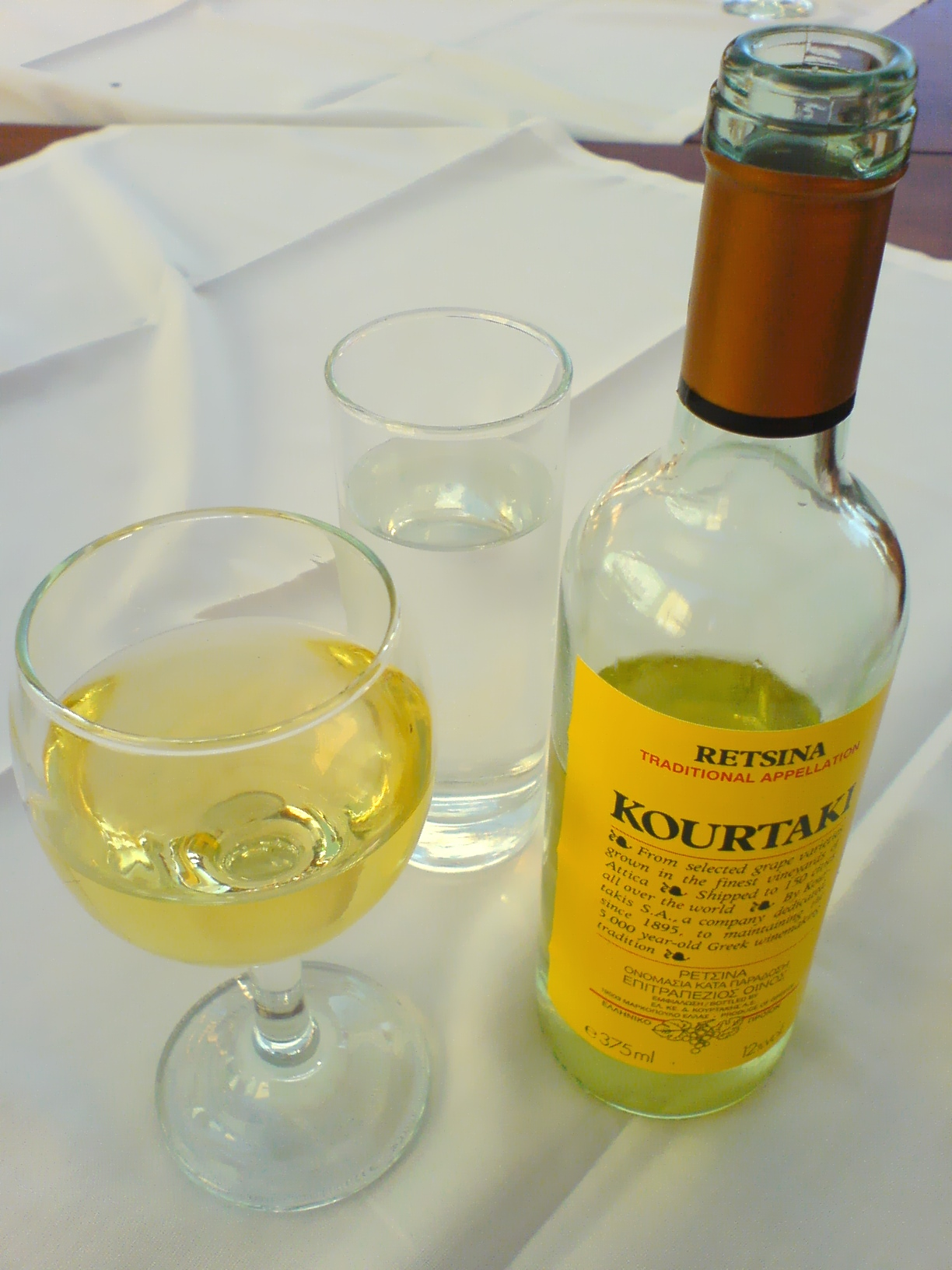
Retsina Kourtaki som säljs på Systembolaget

Retsina (grekiska Ρετσίνα) är ett grekiskt vitt vin. Det har producerats i ungefär 2000 år och är mycket populärt i Grekland. Den karakteristiska smaken kommer från kåda från kottar av Aleppotall.
Under antiken förvarades vinet i amforor som förslöts med hjälp av kåda, för att förhindra att vinet reagerade med syre och blev förstört. Kådan bidrog till att konservera vinet samt gav det en speciell smak, och man fortsatte att tillsätta det även sedan nya metoder att förvara vinet uppfunnits.
Liksom ouzo och andra grekiska drycker så passar retsina mycket bra ihop med kryddiga tilltugg från det grekiska köket.